# Illkirch-Graffenstaden
Illkirch-Graffenstaden (alsacià Íllkírich-Gràffestàde) és un municipi francès situat al departament del Baix Rin i a la regió del Gran Est. L'any 2006 tenia 25.183 habitants.
Forma part del cantó d'Illkirch-Graffenstaden, del districte d'Estrasburg i de la Strasbourg Eurométropole.

## Demografia
| 1962  | 1968   | 1975   | 1982   | 1990   | 1999   |
| ----- | ------ | ------ | ------ | ------ | ------ |
| 9.607 | 11.648 | 16.330 | 19.857 | 22.307 | 23.815 |

## Administració
| Període   | Identitat              | Partit |
| --------- | ---------------------- | ------ |
| 1937-1953 | Georges Laufenburger   |        |
| 1953-1971 | Charles Reichenshammer |        |
| 1971-1995 | André Durr             |        |
| 1995-     | Jacques Bigot          |        |

## Fotografies

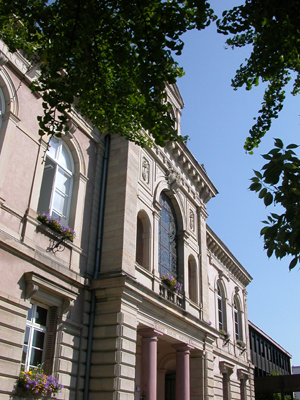
L'alcaldia
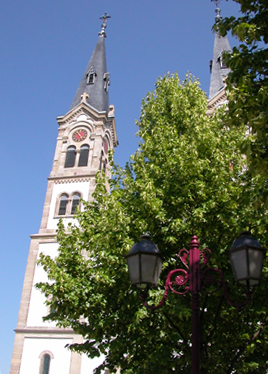
l'Església de Saint-Symphorien
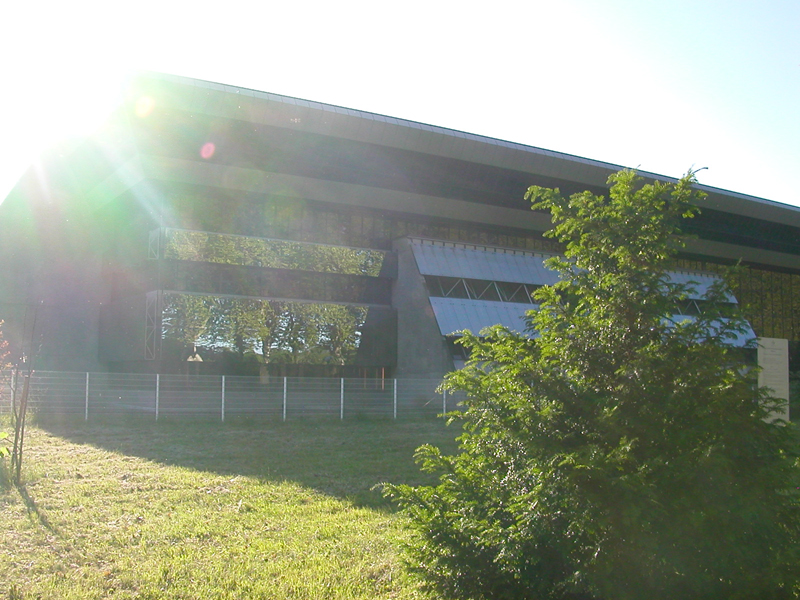
Empresa alcatel d'Illkirch